# 七姊妹水塘
七姊妹水塘為太古洋行所建的私人水塘。1870年，太古洋行在香港開設分公司 。1881年太古洋行投得鰂魚涌一處臨海土地興建煉糖廠 。1884年太古糖廠建成並投產。為供應淡水予糖廠，太古在港島東區的柏架山及寶馬山分別興建了三座水塘。其中建於寶馬山的水塘稱為七姊妹水塘 ，亦稱5號水塘，建於1894年。建於柏架山之水塘則通稱太古水塘。   

## 功能
七姊妹水塘是昔日太古洋行所建最大容量的水塘，除供水予太古糖廠及太古船塢外，該水塘也曾供水給鰂魚涌及其鄰近地區 。1894-1895年間香港發生旱災，太古將七姊妹水塘之水以鐵船運至中環，舒緩水荒 。

## 其他影響
該水塘主壩建於水塘西面，有露天溢洪道將溢滿之水排向明園西街及糖水道，再流出維多利亞港
。水塘滿溢時，洩出的水每每引致北角明園西街水浸為患。另外，七姊妹水塘因為風景幽美，成為港島市民郊遊點。復因有人認為其風光可媲美中國杭州之西湖，故該水塘又稱「賽西湖」。

## 遺留痕跡
1972年太古糖廠結業。1977年，太古洋行將水塘原址連同附近土地售予長江實業，長江實業其後將水塘填平，建成賽西湖大廈；而大廈背後則為水塘公園。現今賽西湖公園仍保留七姊妹水塘之5號水壩水管隧道口遺跡。該隧道口築有呈階梯狀和突出的網紋拱石。在拱道下的壁柱支撐著楣飾、簷口、女兒牆和刻有「NO. 5 DAM」、「 TAIKOO SUGAR REFINING COMPANY LIMITED」及「 1894」字樣的三角形山牆。壁柱的設計受新古典主義影響，楣飾、簷口及女兒牆亦見典雅。按古物古蹟辦事處報告，「該隧道口和水壩遺跡是前太古煉糖業僅存的水務設施」。